# Перевернута куля

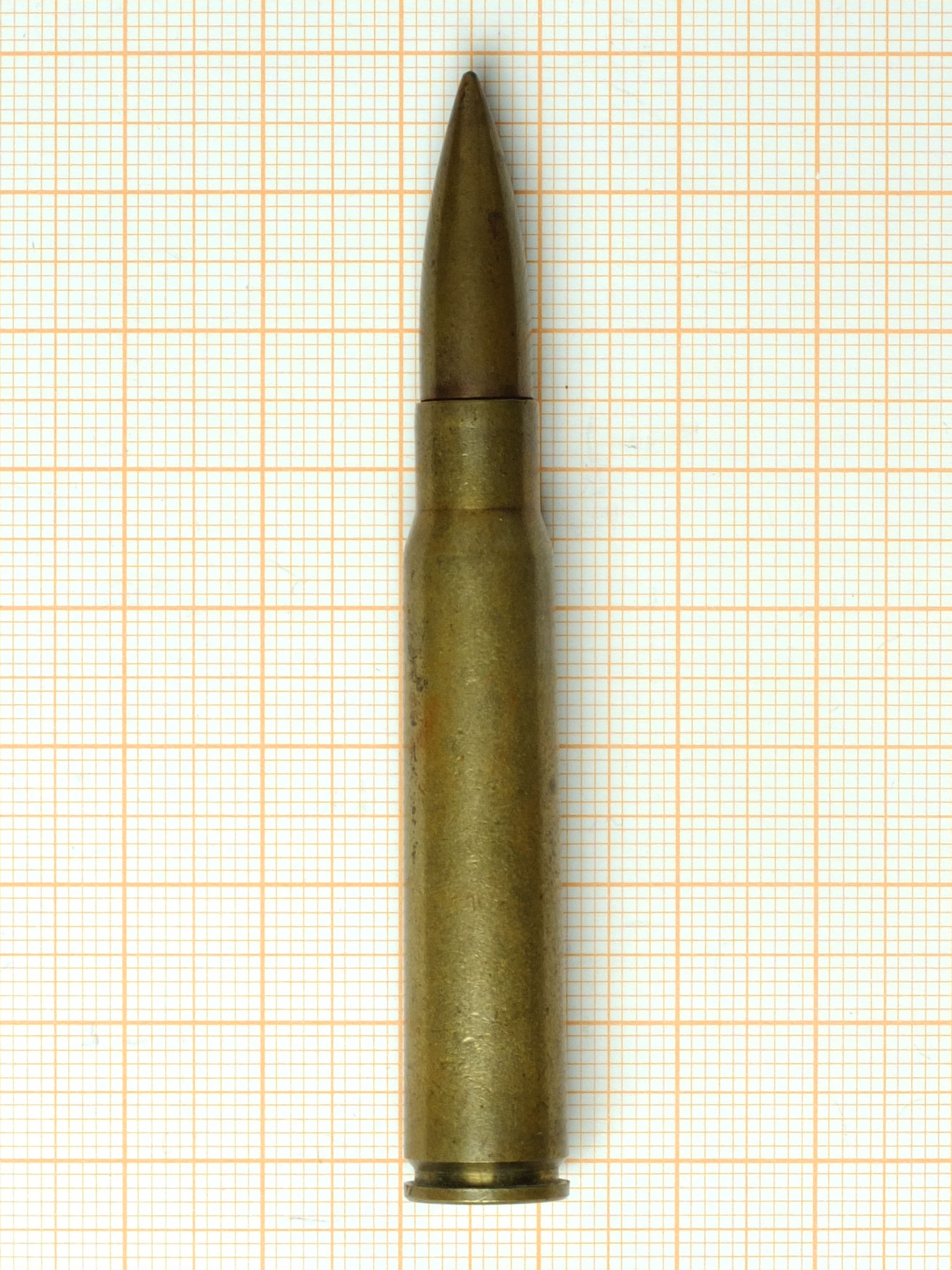
Патрон Mauser калібру 7,92×57 мм для гвинтівки Gewehr 98

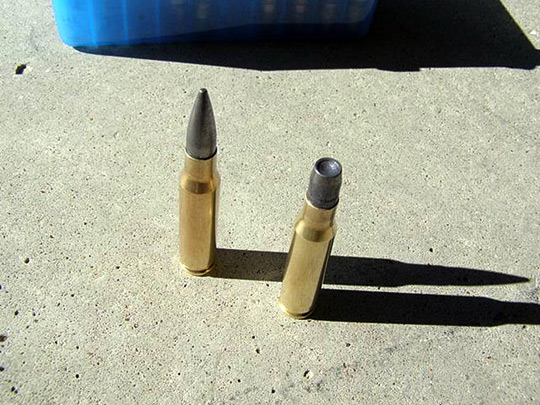
Патрон .308 як приклад перевернутої кулі

Перевернута куля — німецький протитанковий засіб, створений для боротьби з британськими танками часів Першої світової війни.

## Історія
На початку свого створення в 1916 році британський танк Mark I виявився майже невразливим для стандартного куль гвинтівки. Першою спробою підвищити потужність німецької піхотної рушниці була «перевернута куля». Для виготовлення неї використовувались ті самі гільзи та кулі, як і в звичайному патроні Маузера 7,92 × 57 мм, але куля була розвернута гострим кінцем назад, а в гільзу був доданий додатковий пороховий заряд. Завдяки влучанню в ціль тупим кінцем, перевернута куля не рикошетила/розбивалася об броню так, як звичайна куля, і тому передавала більше своєї кінетичної енергії під час удару. Під час використання проти танків Першої світової війни, перевернута куля іноді пробивала броню і проникала всередину танку, але в основному просто сильно сколювала броню. Сколювання спричиняло розбризкування металевих уламків з внутрішньої сторони броні, які ранили та вбивали членів екіпажу танка настільки ж ефективно, як і звичайне проникнення кулі всередину танка. Броня завтовшки 13 мм на відстані до 100 метрів захищала від перевернутої кулі в 2 з 3 випадків. Союзники поширювали чутки про те, що перевернуті кулі були незаконними саморобними експансивними кулями, які німці використовували проти французької піхоти на коротких відстанях. Однак німецькі перевернуті кулі сторювались на заводах і не давали ніяких переваг над звичайними кулями при використанні в якості протипіхотних набоїв.
Перевернуті кулі час від часу виводили з ладу німецькі гвинтівки, часто при цьому поранюючи стільців. Цей факт зробив такі кулі непопулярними серед німецької піхоти. Для заміни перевернутих куль на більш надійний і ефективний патрон, пізніше під час Першої світової війни німці розробили бронебійну кулю K.